# НФЛ в сезоне 2009
Сезон НФЛ 2009 года  был 90-м сезоном в истории Национальной футбольной лиги (НФЛ) и 44-м в эпоху Супербоула .
Регулярный сезон начался 10 сентября, когда Питтсбург Стилерз победили Теннесси Тайтенс 13:10 в овертайме. Сезон закончился Супербоулом XLIV , 7 февраля 2010 года на стадионе Сан Лайф. Нью-Орлеан Сэйнтс победили Индианаполис Колтс 31:17 в Майами-Гарденс, Флорида.
Команды Супербоула , Колтс и Сэйнтс начали сезон 14-0 и 13-0 соответственно. Это был первый раз в истории НФЛ, когда две команды выиграли свои первые тринадцать игр.